# Tranvia di Spiez
La tranvia di Spiez (nota anche come Spiezer Verbindungsbahn, lett. "ferrovia di raccordo di Spiez") era una linea tranviaria che collegava la stazione ferroviaria di Spiez con l'imbarcadero sul lago di Thun.

## Storia
Nel settembre 1899 l'ingegner Rudolf von Erlach chiese la concessione per una linea a trazione elettrica per meglio collegare il nodo ferroviario di Spiez (situato sulle linee Thun-Interlaken e Spiez-Erlenbach) con l'attracco cittadino dei battelli, tra cui si aveva un dislivello di 70 metri; la concessione venne ottenuta l'anno successivo.
Il 19 novembre 1904 si costituì ad opera di von Erlach la società per azioni Spiezer Verbindungs-Bahn (Bahnhof-See) (SVB) per la costruzione e l'esercizio di una linea tranviaria tra la stazione di Spiez e il lago di Thun. I lavori iniziarono il 3 maggio 1905 e la linea aprì il successivo 2 agosto. La linea era in funzione da maggio a settembre; nei primi anni erano effettuate dalle 34 alle 41 coppie di corse giornaliere, in seguito ridotte a 18-19. Il tragitto era effettuato in 8 minuti; l'esercizio era inizialmente curato dalla Vereinigte Dampfschifffahrts-Gesellschaft für den Thuner- und Brienzersee (VDG), società esercente la navigazione sui laghi di Thun e Brienz, in seguito assorbita dalla Berner Alpenbahn-Gesellschaft Bern-Lötschberg-Simplon (BLS). Tra il 1911 e il 1914 la linea fu utilizzata anche per il trasporto della posta.
Nel 1958 l'acronimo della società concessionaria passò da SVB a SV, a seguito di una richiesta effettuata dalla Städtische Verkehrsbetriebe Bern all'Ufficio Federale dei Trasporti.
L'ultima corsa fu effettuata il 25 settembre 1960, dopo lunghe discussioni sulla necessità di rinnovare la linea o di sostituirla con autocorse, come avvenne in via sperimentale dal 1961 (con l'utilizzo di un autobus FBW noleggiato dalla BVB il primo anno, quindi con mezzi affittati dalla STI) e definitivamente dal 1963. La tranvia aveva trasportato in media 40.000 passeggeri l'anno (con il picco, rilevato nel 1911, di 79.000 viaggiatori).
I binari vennero rimossi nel 1965; l'anno dopo la SV entrò in liquidazione, in seguito alla cessione della concessione per la linea alla Autoverkehr Spiez-Krattigen-Aeschi (ASKA). La società venne definitivamente sciolta nel 1968.

## Caratteristiche
La linea, a scartamento metrico, era lunga 1.251 m. La linea era alimentata in corrente continua alla tensione di 550 V; la pendenza massima era dell'87 per mille, il raggio di curva minimo di 30 metri.

### Percorso
La linea partiva nei pressi dell'hotel Terminus; servita la stazione ferroviaria, la linea percorreva la Seestrasse (sulla strada, all'incrocio con Niederliweg e Schlossstrasse, si trovava il deposito, demolito nel 1987) fino al capolinea, situato nei pressi dell'imbarcadero e del Grand Hotel Spiezerhof.

## Materiale rotabile
Sulla linea prestarono inizialmente servizio due motrici a due assi da 18 posti a sedere e 14 in piedi (Ce 2/2 1÷2); ad esse si aggiunse nel 1906 una rimorchiata giardiniera da 24 posti a due assi e un bagagliaio, mentre nel 1907 fu consegnata una motrice a carrelli da 60 posti (Ce 4/4 3). Tutti i mezzi erano realizzati dalla Waggonfabrik Rastatt con parte elettrica della Elektrizitätsgesellschaft Alioth.
I rotabili vennBibliografia
(DE) Spiezer Verbindungs-Bahn 1905–1960. Spiez und sein Tram (PDF), Spiez, Spiez-Aktiv, Verein Bucht Spiez, 2005. URL consultato il 4 dicembre 2023.ero demoliti nel 1963.